# Mannesmannturm (Hannover)
Der Mannesmannturm in Hannover war ein Ende 1954 von der Firma Mannesmann unter der Leitung von Josef Fröhlich vor dem Messegelände errichteter 120 Meter hoher Stahlfachwerkturm mit dreieckigem Querschnitt. Seinen ursprünglichen Standort hatte der Turm in der damaligen Stahlstraße und wurde nach der Hannover-Messe 1956 der Messe geschenkt. 1961 wurde das Bauwerk umgesetzt und stand seither inmitten der Wendeschleife der Stadtbahnlinie 8. In einer Höhe von 89,8 Metern trug der Mannesmannturm Hannover an den Eckteilen  das Logo der Firma Mannesmann. Bis zum Abriss war an den Ecken das Logo der Hannover Messe, der stilisierte Hermeskopf, angebracht. Der Mannesmannturm diente dem Mobilfunk und dem nichtöffentlichen mobilen Landfunkdienst.
Der mittlerweile in die Jahre gekommene Stahlgittermast war nach Angaben der Deutschen Messe AG baufällig, eine Sanierung hätte mehr als 500.000 Euro gekostet. Im Rahmen der Neugestaltung des Nordeingangs zum Messegelände entschied man sich für den Abriss, der am 21. Juni 2012 durchgeführt wurde.